# Singin' Clock
Singin' Clock（シンギン・クロック）はJ-WAVEで使用されている時報である。秒刻みの電子音の代わりに歌の形式をとっており、ゆったりした音楽にのせて女性が「Good morning. It's five o'clock, from the J-WAVE Singin' Clock」（平日朝5時の場合）と歌っている。この歌のうちの「five」の部分が正時ちょうどになるように制御されている。
通常、ラジオ放送では毎正時に電子音による時報を流しているが、J-WAVEでは時間の流れを断ち切らないという理念から、開局以来このSingin' Clockを使用している。

## Singin' Clockの様々なバージョン
Singin' Clockには様々なバージョンがある。時刻の数値や歌詞のはじめについている英語のあいさつが異なるのはもちろんだが、それ以外にも以下のような違いがある。
- 平日5時、平日6時

歌に入る前にボーカル女性による「オハヨ・ゴザイマス」という日本語のあいさつが冒頭についている。
月曜5時は曲のイントロ部分に局名告知が入る。
- 平日7時（今は無い）

歌に入る前にボーカル女性による「オハヨ・ゴザイマス」という日本語のあいさつが冒頭についている。
時刻部分の音程が他の時間帯よりも若干上がる。
- 平日12時（今は無い）

時刻部分の歌詞が「twelve o'clock」ではなく「twelve noon」となっていた。
- 平日18時（今は無い）

時刻部分の歌詞が「good evening , it's six o'clock」となっていた。
- 平日25時（今は無い）

時刻部分の歌詞が「good evening , it's one o'clock」となっていた。
- 週末（2013年3月頃までは土曜のみ）5時

平日のものの冒頭に「Welcome to the weekend」というフレーズがついている。

## 現在の Singin' Clock
2021年4月現在、毎日5時と6時（月曜日から金曜日はKURASEEDS、金曜日から日曜日はMORNING VOYAGE の番組前後）にこのSingin' Clockが使われている。

2013年10月5日(土)より、週末5時バージョンが復活。また翌日の2013年10月6日(日)より、日曜5時にも週末5時バージョンの使用を開始した。

なお、2013年4月より日曜日に「J'S SELECTION」放送開始に伴い、日曜5時にも使用を開始している（開始当時は平日5時バージョンを使用）。

## J-WAVEにおけるその他の時報
2000年代に入ってから、平日の10時・15時・18時にSingin' Clockではない時報が設けられるようになった。他の放送局のように、電子音による時報が使われているため、時間の流れを断ち切らないという考えは近年薄らいできたものと思われる。ただし、各ワイド番組である「STEP ONE」「〜JK RADIO〜TOKYO UNITED」「PEOPLE'S ROASTERY」「ALL GOOD FRIDAY」「GRAND MARQUEE」「START LINE」に内包されているのに加え、ステーションブレイクCMもないので、全体的に見れば独特でもある。
タイムテーブルではこれも「Singin' Clock」として扱っていたが、後に「TICK TACK J-WAVE」と呼称されるようになった。また、かつては10時、15時ともに、スリーボンド→シチズン時計→健栄製薬と同じ企業がスポンサーについていたが、2025年2月現在10時は奥村組、15時はマルホン胡麻油、18時はセゾンファンデックスとなっている。
なお、デジタル処理や携帯機器でのバッファによる時差を配慮して、radikoとLISMO WAVEでは10時・15時・18時の時報に関しては、「ポーン」の部分から一旦フェイドアウトし、Headline Newsのジングルに入ったところでフェイドインしている（これはBrandnew Jでも同様の措置がとられた）。
また、土曜の16時台 - 21時台・日曜の16時台 - 23時台は、スローな音楽と英語のナレーションで時刻を知らせる「TIME CLOCK」を採用している。

## エピソード
- 1988年10月3日(月)7時のSingin' Clockは、ミスにより週末5時のバージョンが流れた。TOKIO TODAY第一回目の放送であったが、スタッフは気が付かなかったという。また、TOKIO TODAYの1500回記念番組では、第一回目放送の開始冒頭から数分間を流したが、この時の7時のSingin' Clockは週末5時のバージョンが流れ、追ってこの件について、第一回目の放送の間違いとして紹介した。証拠としてその箇所のSingin' Clockも流した。
- かつて土曜日の夜に放送されていた「CLUB DE TOKIO」ではパーソナリティのえのきどいちろうがSingin' Clockを歌ったこともあった。
- 2013年9月1日(日)の5時に、当時土曜限定の週末5時バージョンが流れた（J'S SELECTION を休止し、RADIO FRIENDS〜つながるラジオ〜 #25 を放送したためと思われる）。

## 他局における事例
他局でも似たような時報が採用されているが、その大半はJAPAN FM LEAGUE（JFL）加盟局もしくは独立局である。
- FM NORTH WAVE（旧：エフエム・ノースウェーブ）
  - 「TIME PASSAGE」として開局当初から現在まで用いられている。
- 新潟県民エフエム放送（FM PORT、閉局）
  - 開局当初は「Singin' Clock」として用いられていたが、JFLからの脱退を機にほどなくして廃止された。メロディはJ-WAVEとは異なり、独自のものとなっている。
  - 歌詞は「Good morning (evening). It's ○ o'clock from FM PORT Singin' Clock」。
  - Singin' Clock廃止後は、時報ジングルの後に正報音（「ポーン」という音）が鳴るという方式のものが閉局まで使用された。
- ZIP-FM（旧：エフエム名古屋）
  - 「TIME SIGNAL」として開局当初から現在まで用いられている。ただし、メロディはこれまでに何度か変更されている。
- エフエム京都（α-STATION）
  - 開局当初は「Time Passage」として用いられていたが、現在は廃止されている。
  - 歌詞は「Time Passage is rolling around, ○ o'clock with α-STATION」。
  - 現在は、オリジナルの正報音による時報に変更されている。ただし、放送時刻は平日午前11時・正午のみと、非常に少ない。
- 兵庫エフエムラジオ放送（Kiss-FM KOBE、現：兵庫エフエム放送、Kiss FM KOBE）
  - 開局当初は「Kiss Music Clock」として用いられていたが、全国FM放送協議会（JFN）への加盟を機に2003年3月31日をもって廃止された。
  - 現在は、正報音（「ポーン」という音）のみによる時報に変更されている。
- ラブエフエム国際放送（LOVE FM、旧：九州国際エフエム）
  - 「LOVE FM Music Clock」として開局当初から現在まで用いられている。

## 番組「Singin' Clock」
Singin' Clockと同名の番組が平日早朝（TOKIO TODAY直前の枠）に放送されていた。1991年頃にSWEET MORNING CALL内の番組として開始し、1996年からは単独番組となった。1997年頃から1998年3月までは江崎グリコが提供に付きKissMint SINGIN' CLOCKという番組名だった。1998年10月以降はそれまでの情報番組から音楽番組にリニューアルした。2000年9月限りで放送終了。

### 放送時間の変遷
- 6:00-7:00 （1996年-1997年3月）
- 5:30-6:30 （1997年4月-1998年9月）
- 5:00-6:00 （1998年10月-2000年9月）